# Área Metropolitana do Porto
Área Metropolitana do Porto (obszar metropolitalny Porto) – pomocnicza jednostka administracji samorządowej obejmująca większość metropolii miejskiej Porto. W skład zespołu wchodzi 17 gmin. Ma powierzchnię 2040 km² i 1 762 524 mieszkańców.
| Gmina                | Powierzchnia | Populacja (2008) | Gęstość zaludnienia |
| -------------------- | ------------ | ---------------- | ------------------- |
| Porto                | 41,66 km²    | 221 800          | 6 316,2/km²         |
| Espinho              | 21,42 km²    | 29 481           | 1 573,3/km²         |
| Gondomar             | 133,26 km²   | 173 910          | 1 231,4/km²         |
| Maia                 | 83,70 km²    | 140 859          | 1 435,0/km²         |
| Matosinhos           | 62,30 km²    | 169 261          | 2 681,0/km²         |
| Póvoa de Varzim      | 81,94 km²    | 66 655           | 774,6/km²           |
| Valongo              | 72,99 km²    | 97 138           | 1 178,3/km²         |
| Vila do Conde        | 498,2 km²    | 77 320           | 498,2/km²           |
| Vila Nova de Gaia    | 170,82 km²   | 312 742          | 1 690,4/km²         |
| Santo Tirso          | 135,31 km²   | 69 920           | 535,0/km²           |
| Trofa                | 71,73 km²    | 40 680           | 523,9/km²           |
| Arouca               | 327,99 km²   | 23 874           | 73,9/km²            |
| Oliveira de Azeméis  | 163,41 km²   | 71 210           | 432,8/km²           |
| Santa Maria da Feira | 213,45 km²   | 147 406          | 637,0/km²           |
| São João da Madeira  | 8,11 km²     | 25 134           | 2 602,0/km²         |
| Vale de Cambra       | 146,21 km²   | 24 591           | 169,6/km²           |
| Paredes              | 156,76 km²   | 86 854           | 554/km²             |